# Мрена
Мрена (лат. Barbus barbus) је кошљориба, савитљивих пераја (мекоперка) која има четири израштаја у облику бркова око уста. Припада породици шарана Cyprinidae. У време полагања, икра ове рибе је отровна.
- Локални називи: мрена
- Макс. дужина: 1m
- Макс. маса: 9kg
- Време мреста: од маја до јуна

## Опис и грађа
Мрена има тело вретенастог облика са наглашеним и јаким перајима. Леђа су јој сивомаслинаста, а према стомаку је сребрнаста прекривена густом ситном крљушти. Уста су јој месната и жилава украшена са два пара малих бркова. Расте до масе од 10 килограма мада се такви примерци нису видели већ дуже време. Најчешћи су примерци од 500 грама до једног килограма, а примерци од 5 килограма се сматрају капиталним уловом. Животни век мрене је 9 година.

## Навике, станиште, распрострањеност
Мрена насељава све воде централне и западне Европе, укључујући басен Дунава. Најрадије се налази у главном току реке, тамо где је дно од камена. Типично насељава више и средње токове река. Активна је претежно ноћу, али се храни и дању након олуја, када купи мале животиње које су упале у воду. 
Мрена се највише задржава у средњем току реке, на песковитом и шљунковитом дну. Зими се окупљају у јата и мирују на дну у дубљим и мирнијим деловима реке. Лети их налазимо у бржим и плићим деловима реке на преливима у самим брзацима и на местима где по дну има крупнијег камења и мањих стена које омогућавају брже струјање воде. 
Мрена се креће у јатима, која сачињавају рибе различитих величина. Хране се тако што претражују дно и окрећу камење са дна, како би испод њих пронашли храну. Када вода почне да се хлади, мрене, као и шаран, прелазе у фазу мировања и повлаче се ка најдубљим деловима тока.

## Размножавање
Мрена се мрести се као и клен, од краја априла до краја јуна и у то време она слабије узима понуђену храну јер се храни ларвама које јој доноси вода или их сама тражи испод камења. Излеже 3000 до 8000 јајашаца крупне наранџасте икре, која се развију у 14 дана. Млеч мужјака је црвенкаста. Полно је зрела са 4 године кад је дуга 30-40цм. За развој икре потребна је температура 10-12°C. Млађ се извали за две недеље, брзо расте и за 4 месеца достигне величину крупније кркуше. Икра мрене је отровна и изазива колеричне нападе (повраћање, пролив), па их не треба јести. Познати ихтиолог Блих, пак, потпуно негира отровност те икре.